# Relaciones Argentina-Etiopía
Las relaciones Argentina-Etiopía son las relaciones diplomáticas entre la República Argentina y la República Democrática Federal de Etiopía. Ambas naciones son miembros del Grupo de los 77 y de las Naciones Unidas.

## Historia

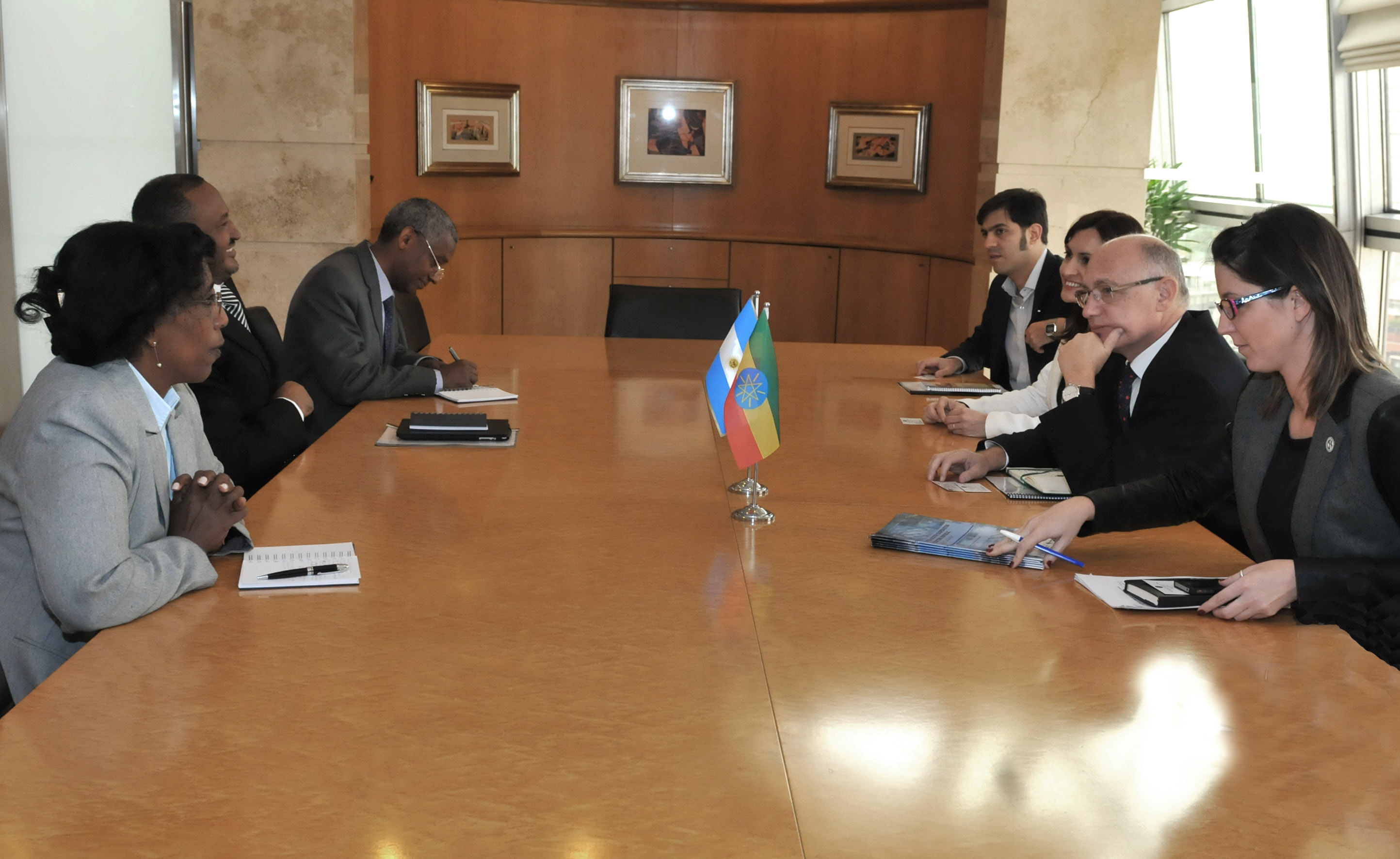
El canciller argentino Héctor Timerman con una delegación etíope compuesta por la ministro de Ciencia y Tecnología, Demitu Hambisa Bonsa, el ministro de Industria, Ahmed Abtew y el ministro de Estado de Educación de Etiopía; 2014.

Relaciones diplomáticas entre Argentina y el entonces Imperio etíope fueron establecidos el 28 de marzo de 1968. Poco después se abrió la embajada argentina en Adís Abeba. Ese mismo año, el embajador argentino presentó credenciales ante el emperador Haile Selassie.
En enero de 1991, la embajada argentina fue cerrada y estaría así por los siguientes 21 años. En 2012, el Gobierno de Argentina reabrió su embajada en Adís Abeba, cuya también es la sede de la Unión Africana.
En mayo de 2013, el ministro argentino de Relaciones Exteriores, Héctor Timerman, viajó a Etiopía para asistir en la 50 aniversario de la Unión Africana.

## Relaciones bilaterales
Ambas naciones han firmado algunos acuerdos bilaterales como un Acuerdo de cooperación técnica (2015); Acuerdo de cooperación en ciencia y tecnología, e investigación (2015) y un Acuerdo para trabajar juntos para proteger sus intereses comunes en foros internacionales (2015).

## Transporte
Hay vuelos directos entre Argentina y Etiopía con Ethiopian Airlines.

## Misiones diplomáticas
- Argentina tiene una embajada en Adís Abeba.[5]
- Etiopía está acreditado ante Argentina a través de su embajada en Brasilia, Brasil.